# NGC 1701
NGC 1701 è una vasta galassia a spirale situata nella costellazione del Bulino, a una distanza di circa 281 milioni di anni luce dalla nostra Via Lattea.

## Scoperta
La galassia è stata scoperta il 6 novembre 1834 dall'astronomo britannico John Herschel.

## Descrizione
NGC 1701 ha una classe di luminosità II e presenta una larga riga a 21 cm dell'idrogeno neutro.
La galassia appare contornata da un anello esterno (denotato con (R) nel sistema di classificazione morfologica delle galassie) e da un anello interno che contorna il nucleo, denotato con (r).